# Цитосол
Цитосол, хијалоплазма или цитоплазмин матрикс је провидна, течна и беструктурна супстанца, у којој се налазе цитоскелет, органеле и инклузије. У цитосолу су растворени многи ензими, RNK, аминокиселине, јони и различити метаболити. pH му је око 7,2. 
Претпоставља се да осим течног дела цитоматрикса постоји и фина мрежа микротрабекула, протеинских ланаца, која повезује различите компоненте цитоскелета. Микротрабекули спадају у цитоскелетне компоненте, а сматра се да координишу покрете органела и регулишу неке метаболитичке процесе.